# Гогенлоэ-Ингельфинген, Крафт
Принц Крафт Карл Август Эдуард Фридрих цу Гогенлоэ-Ингельфинген (нем. Kraft zu Hohenlohe-Ingelfingen; 2 января 1827 — 16 января 1892) — прусский генерал артиллерии, военный писатель из рода Гогенлоэ.

## Биография
Родился 2 января 1827 года в Кошенцине (Верхняя Силезия), сын принца Адольфа Гогенлоэ-Ингельфингена. Образование получил в Артиллерийском училище и Инженерной школе в Берлине.
Вступив на военную службу в 1845 году, участвовал в подавлении беспорядков в Берлине 18 марта 1848 года. В 1850—1853 году прошёл курс наук в Военной академии. В 1854 году был военным атташе в Вене. В 1858 году произведён в майоры. В 1864 году командовал гвардейским артиллерийским полком.
В австро-прусскую войну 1866 года принц Гогенлоэ, командуя гвардейской резервной артиллерией, отличился в сражении под Кёниггрецем, где занял высоты Хлум. В 1868 году он был назначен командиром гвардейской артиллерийской бригады.
В прусско-французскую войну 1870—1871 годов Гогенлоэ был начальником артиллерии прусского гвардейского корпуса и принимал деятельное участие в сражениях под Сен-Прива и Седаном, а во время осады Парижа начальствовал осадной артиллерией. 27 декабря 1870 года российский император Александр II пожаловал ему орден св. Георгия 4-й степени
В воздаяние отличной храбрости и военных подвигов, оказанных во время военных действий во Франции.
В 1873 году назначен начальником 12-й пехотной дивизии; в 1875 году — генерал-адъютант; в 1883 году — генерал пехоты; в 1889 году переименован в генералы артиллерии.
Скончался 16 января 1892 года в Дрездене.
Из трудов принца Гогенлоэ известны:
- «Militärische Briefe über die Infanterie» (Берлин, 1890);
- «Militärische Briefe über die Kavalerie» (Берлин, 1886);
- «Mili-tärische Briefe über die Feldartillerie» (Берлин, 1887);
- «Strategische Briefe» (Берлин, 1837);
- «Gespräche über Reiterei» (Берлин, 1887).

Были переведены на русский язык и изданы: «Письма об артиллерии» («Артиллерийский журнал», 1886) и «Беседы о коннице» в переводе генерал-майора Ф. Н. Криденера (Варшава, 1895) и другой перевод генерал-майора В. А. Сухомлинова (СПб., 1896).
Вышедшие после смерти принца Гогенлоэ его мемуары, изданные в Берлине (1897—1907) в четырёх томах под заглавием «Aus meinem Leben», дают ценный материалы для истории периода 1848—1871 годов; в Русской старине был помещён перевод отрывка мемуаров: Из воспоминания прусского военного агента в Вене в 1853—1854 г.

## Награды
Королевства Пруссия:
- Орден Святого Иоанна Иерусалимского почётный кавалер (Ehrenritter, 12 октября 1846)[3]
- Орден Короны 3-го класса (18 января 1864)[4]
- Королевский орден Дома Гогенцоллернов рыцарский крест с мечами (1864)
- Королевский орден Дома Гогенцоллернов командорский крест (20 сентября 1866)[5]
- Орден «Pour le Mérite» (16 февраля 1871)[6]
- Орден Красного орла 2-го класса с дубовыми листьями и мечами (1871)
- Орден Красного орла 1-го класса с дубовыми листьями и мечами на кольце (16 сентября 1875)[7]